# Chrysogorgia lata
Chrysogorgia lata is een zachte koraalsoort uit de familie Chrysogorgiidae. De koraalsoort komt uit het geslacht Chrysogorgia. Chrysogorgia lata werd in 1902 voor het eerst wetenschappelijk beschreven door Versluys.